# Carrefour de la Croix-du-Roy
Le carrefour de la Croix-du-Roy, aussi orthographié Croix-du-Roi, est une place de la commune de Suresnes, dans le département français des Hauts-de-Seine.

## Situation et accès
Ce carrefour est situé à l'intersection de la rue de la Tuilerie, du boulevard Louis-Loucheur (anciennement rue Rossel), de l'avenue Jean-Jaurès et de l'avenue de Fouilleuse.
Il marque l'une des entrées de la cité-jardin de Suresnes.

## Origine du nom
La Croix-du-Roy est un lieu-dit local. Son origine provient d'une croix qui, selon la légende, aurait été élevée devant le roi François Ier. En réalité, elle était déjà mentionnée en 1490. Elle a de nos jours disparu.

## Historique

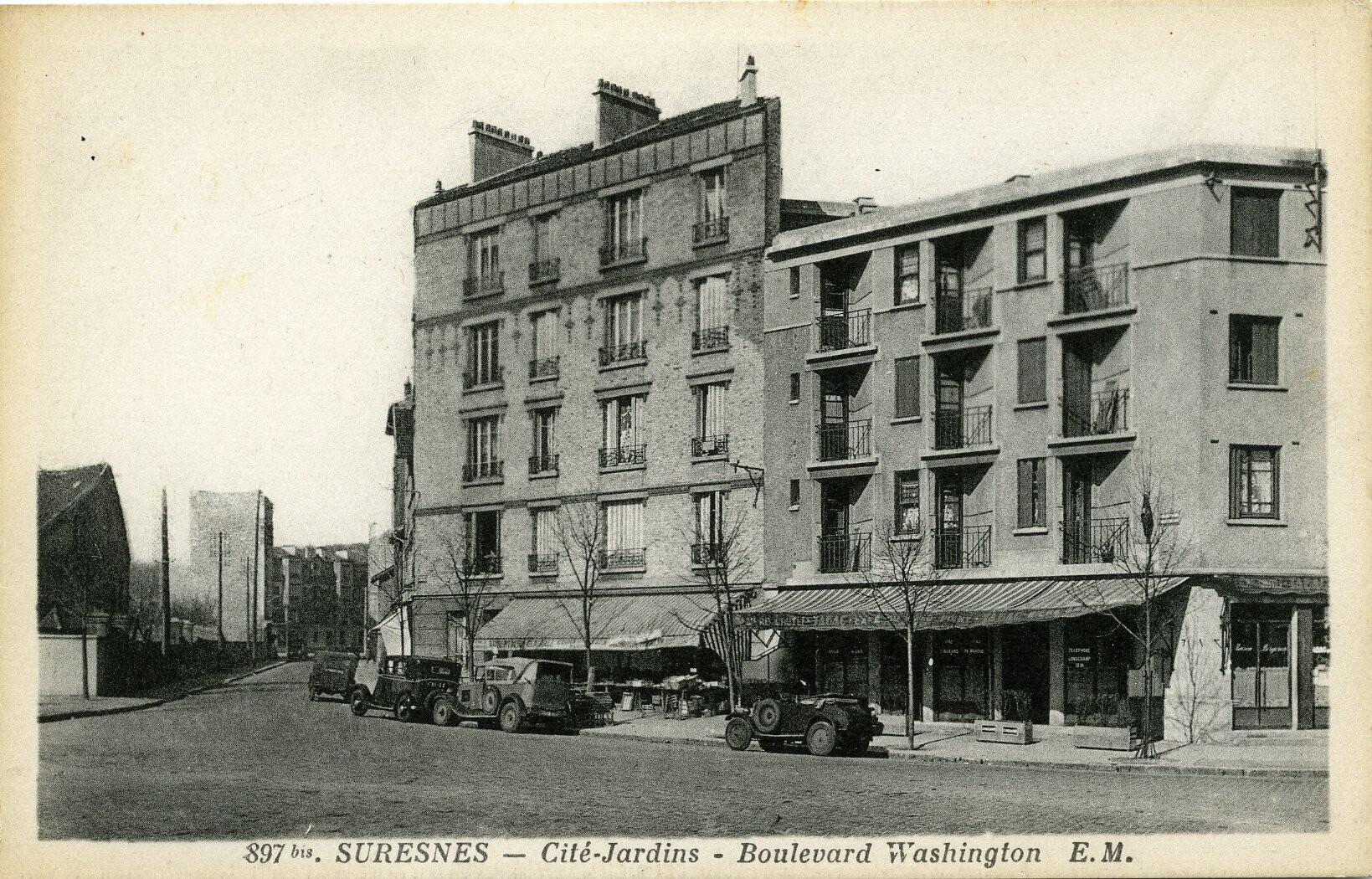
Le quartier de la Cité-Jardin.

Ce carrefour figure sur des cartes dressés en 1669, 1731 et 1782,.
En 1626, le dénommé François Gloria loue une terre à la Croix-du-Roi, qui appartient au chapitre de Saint-Denis-du-Pas, à Paris.
Sous la Révolution française, un moulin à vent est installé près de la Croix-du-Roi ; son meunier est le citoyen Richard. Lors de l'occupation de la France à la fin du Premier Empire, c'est Jacques de la Motte, dont tous les meubles sont brûlés.
Des combats de la guerre de 1870 y ont lieu, tirant parti de la position élevée du site. Le 21 octobre 1870, 10 000 hommes se déploient depuis Rueil jusqu'à cet endroit, qui sert à la défense du mont Valérien et de Paris. Le carrefour est aussi le point de départ de la bataille de Buzenval en janvier 1871,.

## Bâtiments remarquables et lieux de mémoire
- Site de l'ancienne briqueterie du Bel-Air, qui servit de bureau volant de télégraphie pendant la guerre de 1870[12]. Elle a donné son nom à la rue de la Tuilerie voisine[13].
- Le 17 mai 1887, un garçon découvre, dans une carrière de la Croix-du-Roi, une pierre qui attire son attention, et la montre à Edgar Fournier, son instituteur. Celui-ci reconnaît une hache en silex du Néolithique, qui devient ensuite l'un des premiers objets exposés au musée de la ville[14],[15].